# بوتش وارن
بوتش وارن (بالإنجليزية: Butch Warren)‏ هو عازف جاز أمريكي، ولد في 9 أغسطس 1939 في واشنطن العاصمة في الولايات المتحدة، وتوفي في 5 أكتوبر 2013 في سيلفر سبرينغ في الولايات المتحدة.

## وصلات خارجية
- بوتش وارن على موقع IMDb (الإنجليزية)
- بوتش وارن على موقع ميوزك برينز (الإنجليزية)
- بوتش وارن على موقع أول ميوزيك (الإنجليزية)
- بوتش وارن على موقع ديسكوغز (الإنجليزية)